# Bór-szuboxid
A bór-szuboxid (B6O) egy szilárd vegyület, melynek szerkezetében egy romboéderes elemi cella csúcsain összesen nyolc ikozaéder található. Két oxigénatom helyzete interszticiális helyzetű az [111] romboéderes irányban. A rövid kémiai kötések és az erősen kovalens jellege miatt a B6O számos fizikai és kémiai tulajdonsága kiemelkedő: az egykristályok Vickers-keménysége 45 GPa, sűrűsége alacsony (2,56 g/cm3), igen jó hővezető, nem reakcióképes, és kiválóan ellenáll a kopásnak.
A B6O előállítható a B2O3 bórral történő redukciójával vagy a bór cink-oxiddal vagy más oxidálószerekkel történő oxidációjával. A légköri nyomás körül keletkezett bór-szuboxid általában oxigénhiányos és nem sztöchiometrikus (B6Ox, x<0,9), gyengén kristályosak és nagyon kicsi (5 µm-nél kisebb) a szemcseméretük. A B6O-szintézis során használt magas nyomás a termékek kristályosságát, sztöchiometriáját javította, a kristályméreteiket növelte. Általában bór- és B2O3-por keverékét használták kiindulóanyagként a B6O-szintézis módszereihez.
Az oxigénhiányos bór-szuboxid (B6Ox, x<0,9) ikozaéderes részecskéket alkothat, amelyek se nem egykristályok, se nem kvázikristályok, hanem húsz tetraéderes kristályból álló ikerkristályok.
Az α-romboéderes bór típusú B6O-t a kerámiákhoz hasonló természete (keménység, magas olvadáspont, reakcióképtelenség és alacsony sűrűség) miatt vizsgálták mint új szerkezeti anyagot. Ezenkívül ezeknek a bórvegyületeknek szokatlan szerkezetük van. Az oxigén pontos helyét a B6O-poron elvégzett Rietveld-analízis határozta meg.

## Előállítás
A B6O három módszerrel állítható elő:
- bór és B2O3 közti reakcióval,
- B2O3 redukciójával és
- bór oxidációjával.

A B2O3 redukciójához használható redukálószerek közé tartozik a Si és a Mg, ami a B6O-ban marad mint szennyeződés. Bór oxidációja esetén az oxidálószer (például ZnO) marad vissza.

## Fizikai tulajdonságok

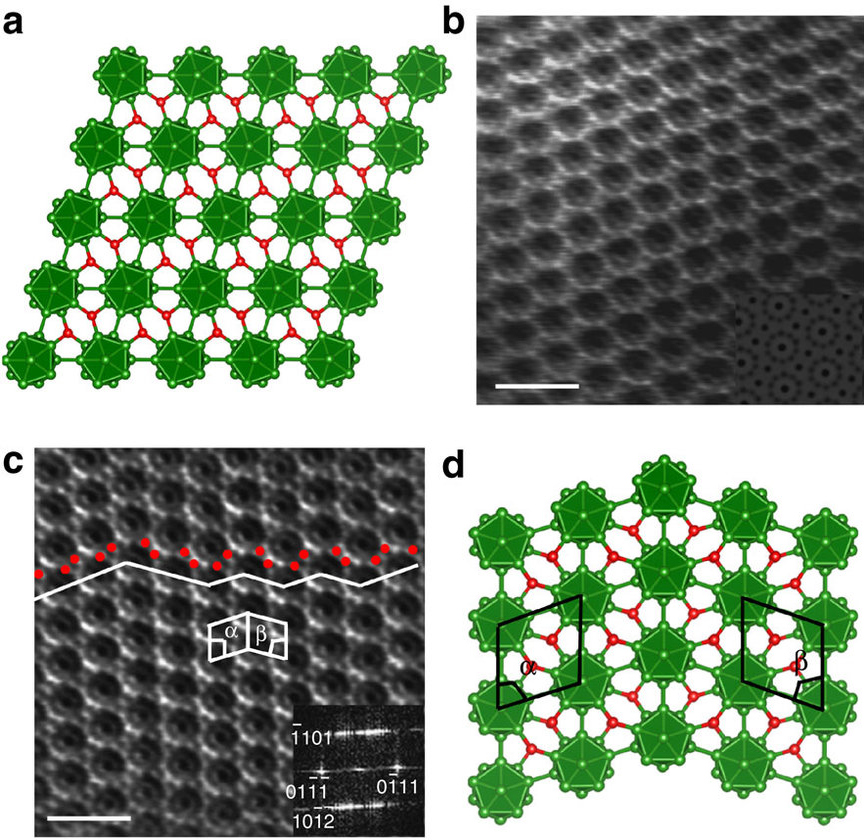
Az ideális (felül) és az ikerkristályos (alul) B_{6}O szerkezete és elektronmikrográfjai. Zölddel a bór, vörössel az oxigén.

A B6O erősen kovalens vegyület, és könnyen létrehozható 1973 K feletti hőmérsékleten. A bór-szuboxidról ezenkívül megállapították, hogy számos kiemelkedő tulajdonsága van, mint például a magas keménység, a kis sűrűség, a mechanikai erősség, a magas hőmérsékletig tartó oxidációállóság, és hogy nehezen vihető reakcióba. Az első ab initio sűrűségfüggvény-számítások szerint a B6O kötéserőssége tovább növelhető a struktúrába helyezett nagy elektronegativitású interszticiális elemmel. A számítások megerősítették a kovalens kötések rövidülését, ami feltehetően magasabb rugalmassági állandókat és jobb keménységet tesz lehetővé.
Az α-B6O hővezető képessége 284,9, a β-B6O-é 207,1 W/mK.

## Alkalmazása
A B6O kopáscsökkentő védőrétegként történő alkalmazása iránt az utóbbi időkben egyre nagyobb volt az érdeklődés. Ugyanakkor az intenzív kutatás ellenére a kereskedelmi használat még várat magára, részben a magas hőmérsékleten előállított B6O törékenysége miatt, valamint a sztöchiometrikus B6O jó kristályossággal való sűrítésének akadályai miatt. Ezenkívül a B6O számos tulajdonsága nem volt ismert hosszú ideig.
A bór-szuboxid ígéretes páncélanyag, de még tesztelés alatt áll, és jelenleg (2022) nincs kereskedelmi forgalomban.

## Fordítás
- Ez a szócikk részben vagy egészben  a   Boron suboxide című angol Wikipédia-szócikk fordításán alapul.  Az eredeti cikk szerkesztőit annak laptörténete sorolja fel. Ez a jelzés csupán a megfogalmazás eredetét és a szerzői jogokat jelzi, nem szolgál a cikkben szereplő információk forrásmegjelöléseként.
- Ez a szócikk részben vagy egészben  a   Suboxyde de bore című francia Wikipédia-szócikk fordításán alapul.  Az eredeti cikk szerkesztőit annak laptörténete sorolja fel. Ez a jelzés csupán a megfogalmazás eredetét és a szerzői jogokat jelzi, nem szolgál a cikkben szereplő információk forrásmegjelöléseként.